# Oromocto
Oromocto est une ville située dans la commission de services régionaux 11, au centre du Nouveau-Brunswick, au Canada.

## Toponymie
La ville est située sur les rives du fleuve Saint-Jean, à l'embouchure de la rivière Oromocto, d'où son nom qui signifie Eau profonde en malécite (wel-a-mook'-took), parce qu'elle était propice au canotage.

## Géographie

### Situation
Oromocto est situé sur la rive droite (sud) du fleuve Saint-Jean, dans le comté de Sunbury. La ville est située à 20 km au sud-est de Fredericton et à 90 km au nord-ouest de Saint-Jean. Elle est limitrophe de la paroisse de Lincoln à l'ouest, à Rusagonis-Waasis au sud-ouest ainsi qu'à la paroisse de Burton au sud et à l'est. Au-delà du fleuve, au nord, s'étend la paroisse de Maugerville. La réserve indienne d'Oromocto 26 forme quant à elle une enclave dans la ville. La base des Forces canadiennes Gagetown occupe une grande partie du territoire de la ville et s'étend à l'est.

### Transport
La ville est traversée d'est en ouest par la route 2, faisant partie de la route Transcanadienne. La route 7 constitue un accès important par le sud via Saint-Jean ou par l'ouest via Fredericton. La route 102 relie Fredericton à la paroisse de Burton et à Gagetown via Oromocto et Lincoln.
L'Aéroport international de Frédéricton est situé à proximité de la ville, à l'ouest.
Oromocto n'est plus desservie par le chemin de fer. Les rails ont été retirés et l'ancien chemin de fer est devenu une piste cyclable et un sentier de marche en gravier à Oromocto.
Le fleuve est navigable et il y a d'ailleurs une marina à Oromocto.

### Logement
(septembre 2024).
La ville comptait 3484 logements privés en 2006, dont 3080 occupés par des résidents habituels. Parmi ces logements, 59,6 % sont individuels, 9,9 % sont jumelés, 16,6 % sont en rangée, 0,6 % sont des appartements ou duplex, 12,2 % sont des immeubles de moins de 5 étages et 1,1 % sont des immeubles de plus de cinq étages. 42,9 % des logements sont possédés alors que 57,1 % sont loués. 72,6 % ont été construits avant 1986 et 9,7 % ont besoin de réparations majeures. Les logements comptent en moyenne 6,9 pièces et 0,0 % des logements comptent plus d'une personne habitant par pièce. Les logements possédés ont une valeur moyenne de 167 845 $, comparativement à 119 549 $ pour la province.

## Histoire
À l'instar de toute la région du fleuve Saint-Jean, les premiers habitants furent les Malécites, appartenant à la famille algonquienne.
Vers la fin du XVIIe siècle, les Français fondent un petit établissement qui sera détruit en 1758 par le brigadier-général Monckton et ses milices lors d'opérations de ratissage qui virent l'expulsion des Acadiens de la vallée du fleuve Saint-Jean[réf. nécessaire].
Après 1763, les lieux sont fréquentés par les marchands de la Nouvelle-Angleterre naviguant sur le fleuve Saint-Jean. Un fort britannique, le fort Hughes, est construit en 1776 afin de protéger les pionniers, la route vers Québec et les ressources naturelles d'une éventuelle invasion américaine qui n'a finalement pas lieu. En 1783, le territoire comprenant la paroisse de Burton, Oromocto, Rusagonis-Waasis et la paroisse de Lincoln compte 42 familles anglaises. L'arrivée des Loyalistes, dès 1783, contribue à la prospérité de la ville. L'inondation d'octobre 1798 détruit des barrages, tue du bétail et laisse une couche de sédiments dans les champs.
Jusqu'au milieu du XXe siècle, l'économie d'Oromocto est basée sur le bois d'œuvre, les chantiers navals, les scieries et les commerces desservant la campagne environnante. À la suite de l'ouverture de la Base des Forces canadiennes Gagetown en 1955, la ville doit s'agrandir pour répondre aux besoins des militaires et un plan général de zonage est établi, faisant d'Oromocto la « ville modèle du Canada ». Oromocto est d'ailleurs constitué en municipalité le 12 janvier 1956.L'école Arc-en-Ciel, l'école élémentaire Assiniboine Avenue et l'école élémentaire Hubbard Avenue sont d'ailleurs inaugurées en 1957,. Les écoles intermédiaires Harold Peterson et Ridgeview s'ajoute en 1958, suivies des écoles Gesner Street et Sumerhill Street en 1959 et de l'école secondaire Oromocto en 1965. Outre les services à la base et aux militaires, l'économie bénéficie de quelques usines non polluantes installées à la fin du XXe siècle dans le parc industriel.
Dans le cadre de la réforme de la gouvernance locale du 1er janvier 2023, une partie du district de services locaux (DSL) de la paroisse de Lincoln est annexé à la ville

## Démographie
(juillet 2016).
La ville comptait 8 402 habitants en 2006, soit une baisse de 5,0 % en cinq ans. Il y a en tout 3080 ménages dont 2335 familles. Les ménages comptent en moyenne 2,6 personnes tandis que les familles comptent en moyenne 3,0 personnes. Les ménages sont composés de couples avec enfants dans 40,4 % des cas, de couples sans enfants dans 26,5 % des cas et de personnes seules dans 20,8 % des cas alors que 12,3 % des ménages entrent dans la catégorie autres (familles monoparentales, colocataires, etc.). 69,2 % des familles comptent un couple marié, 19,7 % comptent un couple en union libre et 11,3 % sont monoparentales. Dans ces dernières, une femme est le parent dans 86,8 % des cas. L'âge médian est de 29,6 ans, comparativement à 41,5 ans pour la province. 77,0 % de la population est âgée de plus de 15 ans, comparativement à 83,8 % pour la province. Les femmes représentent 47,4 % de la population, comparativement à 51,3 % pour la province. Chez les plus de 15 ans, 36,3 % sont célibataires, 50,9 % sont mariés, 3,6 % sont séparés, 5,7 % sont divorcés et 3,5 % sont veufs. De plus, 14,6 % vivent en union libre.
| 1981  | 1986  | 1991  | 1996  | 2001  | 2006  | 2011  | 2016  |
| ----- | ----- | ----- | ----- | ----- | ----- | ----- | ----- |
| 9 064 | 9 656 | 9 325 | 9 194 | 8 843 | 8 402 | 8 932 | 9 223 |

Les autochtones représentent 2,5 % de la population et 2,0 % des habitants font partie d'une minorité visible. Les immigrants représentent 4,5 % de la population et 0,2 % des habitants sont des résidents permanents. 1,1 % des habitants ne sont pas citoyens canadiens et 85,4 % des habitants âgés de plus de 15 ans sont issus de familles établies au Canada depuis trois générations ou plus. En date du 16 mai 2006, 71,5 % des gens avaient la même adresse depuis au moins un an alors que 10,6 % habitaient auparavant ailleurs dans la même ville, que 7,3 % habitaient ailleurs dans la province, que 10,1 % habitaient ailleurs au pays et que 0,5 % habitaient ailleurs dans le monde. À la même date, 32,1 % des gens avaient la même adresse depuis au moins cinq ans alors que 18,8 % habitaient auparavant ailleurs dans la même ville, que 11,4 % habitaient ailleurs dans la province, que 36,1 % habitaient ailleurs au pays et que 1,4 % habitaient ailleurs dans le monde.
La langue maternelle est le français chez 15,5 % des habitants, l'anglais chez 81,3 % et les deux langues chez 0,9 % alors que 2,1 % sont allophones. Les deux langues officielles sont comprises par 27,1 % de la population alors que 4,2 % des habitants sont unilingues francophones, que 68,8 % sont unilingues anglophones et qu'il n'y a personne qui ne connait ni l'anglais ni le français. Le français est parlé à la maison par 11,4 % des gens, l'anglais par 87,5 %, les deux langues officielles par 0,8 %, le français et une langue non officielle par personne, l'anglais et une langue non officielle par 0,1 %, les deux langues officielles avec une langue non officielle par 0,1 % et une langue non officielle seule par 0,1 %. Le français est utilisé au travail par 4,2 % des travailleurs et l'anglais par 94,5 % alors que 1,4 % des travailleurs utilisent les deux langues officielles.
| Évolution des langues maternelles (en %) | Légende                                                         |
| ---------------------------------------- | --------------------------------------------------------------- |
|                                          | - Anglais - Français - Anglais et français - Autre(s) langue(s) |
| Sources,:                                |                                                                 |

Chez les plus de 15 ans, 20,1 % n'ont aucun certificat, diplôme ou grade, 36,4 % ont uniquement un diplôme d'études secondaires ou l'équivalent et 43,4 % détiennent aussi un certificat, un diplôme ou un grade post-secondaire; par comparaison, ces taux s'élèvent à 29,4 %, 26,0 % et 44,6 % au provincial. Parmi la même tranche d'âge, 11,1 % des gens possèdent un diplôme d'un programme d'un an au CCNB ou l'équivalent, 18,7 % détiennent un diplôme d'un programme de trois ans au CCNB ou l'équivalent, 2,7 % ont un diplôme ou un certificat universitaire inférieur au baccalauréat et 10,8 % ont un certificat, un diplôme ou un grade universitaire plus élevé. Parmi ces diplômés, 7,1 % sont formés en enseignement, 1,1 % en arts ou en communications, 5,3 % en sciences humaines, 9,8 % en sciences sociales ou en droit, 21,0 % en commerce, en gestion ou en administration, 1,2 % en sciences et technologies, 3,2 % en mathématiques ou en informatique, 22,2 % en architecture, en génie ou dans des domaines connexes, 2,1 % en agriculture, en ressources naturelles ou en conservation, 14,9 % en santé, parcs, récréation ou conditionnement physique, 11,9 % en services personnels, de protection ou de transport et aucun dans d'autres domaines. Les diplômés post-secondaires ont terminé leurs études à l'extérieur du pays dans 2,7 % des cas.

## Économie
(septembre 2024).

### Travail et revenu
Le recensement de 2006 de Statistique Canada fournit aussi des données sur l'économie. Chez les habitants âgés de plus de 15 ans, le taux d'activité était alors de 76,7 %, le taux d'emploi était de 73,5 % et le taux de chômage était de 4,2 %; à titre de comparaison, ceux de la province étaient respectivement de 63,7 %, 57,3 % et 10,0 %.
Chez les personnes âgées de 15 ans et plus, 5 105 ont déclaré des gains et 6 185 ont déclaré un revenu en 2005. 91,9 % avaient aussi déclaré des heures de travail non rémunérées. Le revenu médian s'élevait alors à 34 145 $ avant et à 29 187 $ après impôt, comparativement à la moyenne provinciale de 22 000 $ avant et 20 063 $ après impôt; les femmes gagnaient en moyenne 13 603 $ de moins que les hommes après impôt, soit 15 584 $. En moyenne, 85,0 % du revenu provenait de gains, 6,9 % de transferts gouvernementaux et 8,0 % d'autres sources. 4,4 % de toutes les personnes dans les ménages avaient un faible revenu après impôt, une proportion montant à 5,1 % pour les moins de 18 ans.
Parmi la population active occupée, 3,9 % des gens travaillaient à domicile, aucun ne travaillaient à l'extérieur du pays, 7,0 % n'avaient pas de lieu de travail fixe et 89,0 % avaient un lieu de travail fixe. Parmi les travailleurs ayant un lieu de travail fixe, 78,0 % travaillaient en ville, 1,4 % travaillaient ailleurs dans le comté, 18,6 % travaillaient dans un autre comté et 1,8 % travaillaient dans une autre province.

### Principaux secteurs
Oromocto était un chantier naval important au XIXe siècle grâce aux scieries de bois d'œuvre de son arrière-pays, mais entra ensuite en déclin.
Ce n'est qu'en 1955 que l'économie locale retrouva de sa vigueur à la suite de l'ouverture de la BFC Gagetown, l'une des plus grandes bases militaires du Canada, qui est le plus gros employeur de la ville.
En 2006, on dénombrait 0,5 % des emplois dans l'agriculture, la pêche et les autres ressources, 1,5 % dans la construction, 1,1 % dans la fabrication, 0,6 % dans le commerce de gros, 8,5 % dans le commerce de détail, 1,6 % dans la finance et l'immobilier, 7,0 % dans la santé et les services sociaux, 3,8 % dans l'éducation, 10,0 % dans les services de commerce et 65,0 % dans les autres services.
Il y a une succursale de la OMISTA Credit Union, une caisse populaire basée à Moncton et membre de la Credit Union Central of New Brunswick.
Entreprise Fredericton, membre du Réseau Entreprise, a la responsabilité du développement économique.

## Administration
(juillet 2016).

### Conseil municipal
Le conseil municipal est formé d'un maire et de six conseillers de quartiers. La ville est en effet divisée en trois quartiers à des fins administratives.
Le conseil municipal actuel est élu lors de l'élection quadriennale du 10 mai 2016.
Anciens conseils municipaux
Un conseil est formé à la suite de l'élection du 12 mai 2008. Fay L. Tidd remporte alors le siège de mairesse à la suite du désistement du candidat Ryan James Hodgson mais les deux sièges du quartier #2 sont laissés vacants, faute de candidats. Une élection partielle est donc organisée le 23 juin 2008; Shelley A. Comeau se retire alors, donnant la victoire par acclamation à Donald James Burns et à Michael A. L. Comeau. Shelley A. Comeau est toutefois élue par acclamation dans le quartier #2 lors d'une élection partielle tenue le 26 octobre 2009, en remplacement de Donald James Burns. Le conseil municipal suivant est élu lors de l'élection quadriennale du 14 mai 2012. Daryll Money, l'un des deux conseillers du quartier #2, démissionne ensuite le 11 septembre pour des raisons professionnelles. Une élection partielle lieu le 13 mai 2013 et James M. Strohm est élu à sa place. Chris L. Corbett quitte entretemps son poste dans le même quartier car il réside dans une autre localité. Une élection partielle a donc lieu le 28 octobre suivant et Rémi J. P. Tremblay est élu par acclamation.
| Mandat      | Fonctions               | Nom(s)                              |
| ----------- | ----------------------- | ----------------------------------- |
| 2012 - 2016 | Mairesse                | Robert (Bob) Edward Powell          |
| 2012 - 2016 | Conseillers de quartier |                                     |
| 2012 - 2016 | #1                      | Lorriane Dawe, Jeff Kirkbride.      |
| 2012 - 2016 | #2                      | James M. Strohm, Rémi Tremblay.     |
| 2012 - 2016 | #3                      | Sheridan W. Mawhinney, Bruce Parks. |

| Mandat      | Fonctions               | Nom(s)                                     |
| ----------- | ----------------------- | ------------------------------------------ |
| 2008 - 2012 | Mairesse                | Fay L. Tidd                                |
| 2008 - 2012 | Conseillers de quartier |                                            |
| 2008 - 2012 | #1                      | Dianne D. Buchanan, Allison J. Mockler.    |
| 2008 - 2012 | #2                      | Shelley A. Comeau et Michael A. L. Comeau. |
| 2008 - 2012 | #3                      | Kelly S. Murdock, Melvin (Mell) J. Vance.  |

| Période                                  | Période  | Identité                   | Étiquette | Qualité |
| ---------------------------------------- | -------- | -------------------------- | --------- | ------- |
| 1995                                     | 1998     | Robert Roy Dawson          |           |         |
| 1998                                     | 2001     | Fay L. Tidd                |           |         |
| 2001                                     | 2004     | H. Ross Giberson           |           |         |
| 2004                                     | 2012     | Fay L. Tidd                |           |         |
| 2012                                     | en cours | Robert (Bob) Edward Powell |           |         |
| Les données manquantes sont à compléter. |          |                            |           |         |

### Représentation et tendances politiques
Oromocto est membre de l'Union des municipalités du Nouveau-Brunswick.
 Nouveau-Brunswick: Oromocto fait partie de la circonscription provinciale de Oromocto, qui est représentée à l'Assemblée législative du Nouveau-Brunswick par Jody Carr, du Parti progressiste-conservateur. Il fut élu lors de l'élection de 1999 puis réélu à chaque fois depuis, la dernière fois état en 2010.
 Canada: Oromocto fait partie de la circonscription fédérale de Fredericton. Cette circonscription est représentée à la Chambre des communes du Canada par Keith Ashfield, du Parti conservateur.

## Vivre à Oromocto

### Éducation
Oromocto compte huit écoles anglophones, dont sept possèdent un programme d'immersion française. Ces écoles font partie du district scolaire Anglophone West. Les élèves francophones bénéficient de l'école Arc-en-Ciel, qui fait partie du sous-district 10 du district scolaire Francophone Sud. Cette école accueille les élèves de la maternelle à la huitième année, qui doivent ensuite poursuivre leurs études à Fredericton. Les établissements d'enseignement supérieurs francophones les plus proches sont dans le Grand Moncton.
Oromocto possède aussi une bibliothèque publique. Elle comprend une importante collection sur l'histoire militaire. Il y a une petite collection de livres en allemand et en français.
Oromocto était le siège du district scolaire 17 jusqu'à la réforme de 2012. Il regroupait toutes les écoles publiques anglophones du comté de Sunbury.

### Autres services publics
La ville possède l'hôpital public d'Oromocto, une caserne de pompiers ainsi qu'un poste d'Ambulance Nouveau-Brunswick. Oromocto possède un poste de la Gendarmerie royale du Canada. Il est le siège du district 2, qui regroupe la plupart des comtés d'York, de Sunbury et de Queens.
La ville bénéficie d'un club de golf et de curling, comptant un parcours de 18 trous et un aréna intérieur.
L'église St. John's est une église anglicane. L'église Saint-Vincent-de-Paul est une église catholique romaine faisant partie du diocèse de Saint-Jean.
Il y a aussi un bureau de poste et deux comptoirs postaux.
Les quotidiens anglophones sont le Telegraph-Journal, publié à Saint-Jean, et The Daily Gleaner, de Fredericton. Les francophones bénéficient quant à eux du quotidien L'Acadie nouvelle, publié à Caraquet et de l'hebdomadaire L'Étoile, de Dieppe.

## Culture

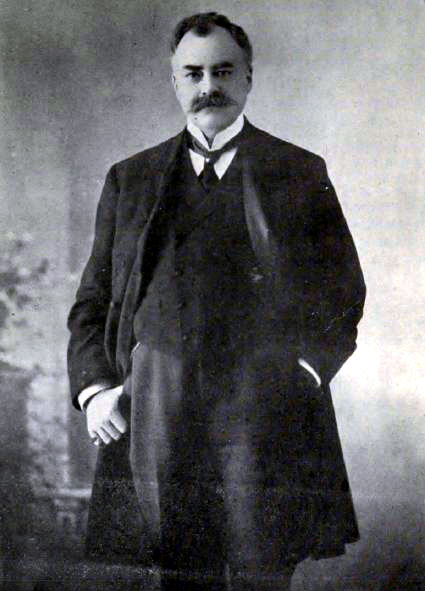
John Douglas Hazen

Le musée de la base militaire BFC Gagetown permet de découvrir l'histoire et le patrimoine militaires du Nouveau-Brunswick depuis 1800, ainsi que de nombreuses facettes de l'armée canadienne.

### Langues
Selon la Loi sur les langues officielles, Oromocto est officiellement anglophone puisque moins de 20 % de la population parle le français.

### Personnalités
- Richard Geren (19??-2002), géologue, officier de l'ordre du Canada, mort à Oromocto;
- John Douglas Hazen (1860-1937), premier ministre du Nouveau-Brunswick, né à Oromocto.

### Architecture et monuments
Il y a une attraction de bord de route à Oromocto: une sculpture représentant un soldat anglais.